# Serranía La Lindosa
De Serranía (de) La Lindosa is een laaggebergte in het departement Guaviare in Colombia, zo'n driehonderd km ten zuidoosten van de hoofdstad Bogotá. Het gebied, gelegen tussen 225 en 470 meter boven zeeniveau, beslaat zo'n 12.000 hectare, waarvan 893 hectare is uitgeroepen tot Beschermd Archeologisch Gebied vanwege de prehistorische schilderkunst. Ten tijde van de FARC was La Lindosa een ontoegankelijk conflictgebied.

## Geschiedenis
In het gebergte is menselijke bewoning aangetroffen uit 12.600 cal BP. Abri's zijn opgegraven in onder meer Cerro Azul, Cerro Montoya en Limoncillos. In de vlakte van de Orinoco, aansluitend op het noorden van het Amazonebekken, vormde La Lindosa een verwelkomend tussengebied tussen het tropisch regenwoud en het Andeaanse hooggebergte. Gedurende vele millenia werden er rotsschilderingen gemaakt.
De Fransman Alain Gheerbrant reisde in 1948 naar het gebied en deed onder meer verslag van de rotskunst. Nadien werd La Lindosa een toevluchtsoord van de FARC en was het nauwelijks toegankelijk. De situatie verbeterde rond 2015. De cocateelt, waartegen lange tijd vergeefs was gevochten, ruimde na de vrede meer en meer plaats voor runderteelt.
In 2018 werd het gebergte een Beschermd Archeologisch Gebied. De overheid probeert vandalisme tegen te gaan en ecotoerisme te ontwikkelen.

## Rotskunst
Op verticale rotswanden van tepuis zijn tot op grote hoogte tienduizenden okerkleurige schilderingen of pictogrammen aangebracht: geometrische patronen, menselijke figuren, handafdrukken, planten en dieren. Het oker van de verf kan niet direct worden gedateerd, maar een ruwe datering is mogelijk op basis van afgebeelde dieren die al minstens twaalfduizend jaar zijn uitgestorven in Amerika, zoals de mastodont, de palaeolama, het megatherium en het paard. Mensen zijn weergegeven in torens, met maskers, al dansend en onder hallucinogene invloed. Onduidelijk is hoelang de kunstenaars zijn doorgegaan met schilderen.

## Voetnoten
1. ↑  Alain Gheerbrant, Wereld zonder blanken. De expeditie naar de onbekende gebieden van Orinoco en Amazone, 1948-1950, vert. Gerrit Kouwenaar, 1952
2. ↑  'Sistine Chapel of the ancients' rock art discovered in remote Amazon forest, theguardian.com, 29 november 2020